# Rivière Toulnustouc
La rivière Toulnustouc (Innu-aimun :  Kuetutnustuk Shipu) est un affluent de la rivière Manicouagan située sur le territoire non organisé de Rivière-aux-Outardes, dans la municipalité régionale de comté (MRC) de Manicouagan, dans la région administrative de la Côte-Nord, dans la province de Québec, au Canada.

## Toponymie
Toulnustouc est un terme d'origine innue dont la signification n'est pas fixée. Selon l'arpenteur J. Bignell, ce terme signifie «rivière qui fait du coude» ou «qui fait un angle» ce qui rejoint l'ancienne appellation : rivière du Coude. Les commissions de géographie du Québec et du Canada, quant à eux, la désignent comme «rivière où l'on fait des canots» ou «rivière où ils fabriquent des canots» ou «là où il faut des canots». Il existe également différentes variantes soient Todnustook, Tudnustouk, Tootnustook, Tulnustuk, Toulnustook et Toulnoustouc.
Les innus appelaient la rivière Kuetutnustuku Shîpu qui signifie rivière parallèle à la rivière Manicouagan.

## Géographie
Principal affluent de la rivière Manicouagan, la rivière Toulnustouc draine plus de 11 000 km2 de territoire forestier des hautes terres du bouclier canadien, dans la région de la Côte-Nord,. La rivière prend sa source au lac Oxyria dans les monts Groulx, à environ 15 km à l'est du Réservoir Manicouagan. Ses principaux affluents sont les rivières Dechêne, Toulnustouc Nord, Grandmesnil, Toulnustouc Nord-Est, Fontmarais, du Caribou, Isoukustouc et Pistuacanis.
Le cours de la rivière a été modifié dans les années 1950 par la construction de deux ouvrages de retenue qui ferment la vallée de la Toulnustouc à 81.5 km en amont de sa confluence avec la rivière Manicouagan. D'une longueur d'une centaine de kilomètres, le réservoir du lac Sainte-Anne était d'une superficie de 213 km2 et avait une capacité de 3,27 milliards m3.
Ce barrage a été arasé en 2005 dans le cadre de la construction de l'aménagement hydroélectrique de la Toulnustouc et un nouveau barrage a été construit 14 kilomètres en aval, de manière à augmenter la superficie du lac Sainte-Anne de 22 km2.

## Activités
La rivière Toulnustouc a été utilisée pour la drave par la compagnie Québec North Shore Paper (aujourd'hui Produits Forestier Résolu). Le 23 mai 1962, un affaissement de terrain cause la mort de neuf draveurs emportés sur la rivière,.
La pêche récréative est pratiquée sur la rivière, en particulier pour la truite mouchetée. Les environs de la rivière sont utilisés pour différentes activités telles que la pêche, la chasse, le canot, la promenade, le quatre-roues et la motoneige. Il y a aussi de nombreux sites de villégiature.